# Xiangcheng, Suzhou
Xiangcheng är ett stadsdistrikt i Suzhou i Jiangsu-provinsen i östra Kina. 